# 1905 en photographie
| Années de la photographie : 1902 - 1903 - 1904 - 1905 - 1906 - 1907 - 1908    |
| Décennies de la photographie : 1870 - 1880 - 1890 - 1900 - 1910 - 1920 - 1930 |

Cet article présente les faits marquants de l'année 1905 en photographie.

## Événements
- Les photographes américains Alfred Stieglitz et Edward Steichen créent l'une des premières galeries consacrées à la photographie, la Galerie 291, galerie d'art d'avant-garde liée au mouvement Photo-Secession, située au n° 291 de la Cinquième Avenue à New York. Alfred Stieglitz, éditeur à cette même époque de la revue Camera Work, y expose, à côté des photographies, des œuvres d'art africain et de peintres européens de la modernité, notamment cubistes. La galerie restera active jusqu'en 1917.

- 6 juillet : le photographe espagnol Pau Audouard inaugure à Barcelone son studio photographique, Audouard y Cía, dans la Casa Lleó Morera, un bâtiment du modernisme catalan construit par l'architecte Lluís Domènech i Montaner. Le studio est aménagé avec grand luxe par les meilleurs artistes modernistes catalans de l'époque et bénéficie de la nouveauté technologique de l'éclairage électrique[1],[2] ; il remporte cette même année le second prix du Concours annuel de construction organisé par la ville de Barcelone[3].

- Le magazine américain National Geographic, créé en 1888, intègre la photographie dans son numéro de janvier en publiant une pleine page de photos prises au Tibet entre 1900 et 1901 par les deux explorateurs russes Gombojab Tsybikov et Ovshe Norzunov.
- Création de l'Institut international de photographie en Belgique par Ernest de Potter, Paul Otlet et Henri La Fontaine[4].

- Georges Claretie, chroniqueur au Figaro, écrit dans un article : « Le vrai peintre de la guerre aujourd'hui, le plus féroce et le plus vrai, c'est le kodak »[5].

## Livres de photographies

### Livres de photographies
- Paul Gruyer :
  - Victor Hugo photographe, Paris, Charles Mendel, 1905 (lire en ligne) : illustré de 42 photographies.
  - La Bretagne, texte de Gustave Geffroy, Paris,  Hachette, XVI-438 p.
- Hermann Ludwig von Jan, La grâce féminine. Ouvrage artistique illustré par le nu photographique. Reproductions nouvelles en couleurs d'après les clichés de H. L. v. Jan, texte de Bruno Meyer, Paris, Librairie d'art technique. 1 vol. de 20 fascicules reliés, [2]-319 p. ; l'ouvrage a paru de manière bimensuelle en 20 fascicules du 8 juin 1904 (n° 1) au 25 mars 1905 (n° 20)[6].
- (en + ja) Herbert Ponting, Fuji-San, Tokyo,, Ogawa Kazumasa Shuppanbu, 1905, 26 p. : 25 photographies du Mont Fuji[7].

### Romans illustrés de photographies
- Hugues Rebell, Le Baiser d'une esclave, roman inédit, orné de dessins de Lobel Riche et d'illustrations photographiques, Paris, P. Lamm, 1905, 270 p.
- Gabriel Veyre, Au Maroc. Dans l'intimité du sultan, Paris, Librairie universelle, 277 p. et 23 photographies de l'auteur (Lire en ligne).

## Études, essais, articles
- (de) Josef Maria Eder, Geschichte der Photographie, Halle, Knapp : histoire des débuts du développement technique de la photographie.

## Expositions
- Présentation de photomicrographie microbienne par Jean Binot de l'Institut Pasteur lors de l'Exposition universelle à Liège[8].

## Festivals et congrès photographiques
- juillet : 4e Congrès international de photographie, Liège.

## Prix et récompenses
- Médaille du progrès de la Royal Photographic Society : Paul Rudolph.

## Naissances
- 20 janvier : Barbara Ker-Seymer, aristocrate et photographe britannique active dans les années 1930, morte le 25 mai 1993.
- 27 janvier : Jean de Wouters, inventeur et ingénieur belge, qui a près de vingt inventions liées aux appareils photographiques sous-marins, mort le 22 avril 1973.
- 30 janvier : Éli Lotar, photographe et cinéaste français d'origine roumaine, mort le 10 mai 1969.
- 15 mars : Antoni Campañà, photographe catalan, mort le 28 juin 1989.
- 28 avril : Kattina Both, architecte et photographe allemande, morte le 21 avril 1985.
- 24 mai : Ruth Robertson, photojournaliste américaine, morte le 17 février 1998.
- 12 juin : Alfred Tritschler, photographe allemand, mort le 31 décembre 1970.
- 18 août : 
  - Charles Clyde Ebbets, photographe américain, mort le 14 juillet 1978.
  - Eric Schaal, photographe allemand naturalisé américain, mort le 27 avril 1994.
- 4 septembre : Walter Zapp, autodidacte germano-letton, inventeur d'un appareil photographique miniature commercialisé par Minox, mort le 17 juillet 2003.
- 5 septembre : Todd Webb, photographe américain, mort le 15 avril 2000.
- 14 octobre : Ruth Bernhard, photographe américaine d'origine allemande, morte le 18 décembre 2006.
- 5 novembre : Taikichi Irie, photographe japonais, mort le 16 janvier 1992.
- 13 novembre : Roger Parry, photographe et illustrateur français, mort le 4 mai 1977.
- 20 novembre : Jean Fage, photographe français d'origine hongroise, mort le 17 août 1991.
- Date précise non renseignée ou inconnue : 
  - Edmond Dauchot, photographe, poète et graveur belge, dont l'œuvre est consacrée à l'Ardenne belge, mort en 1978.
  - Ernesto Ocaña Odio, photographe et photo-journaliste cubain, mort en 2002.
  - Joaquín del Palacio, photographe espagnol, mort en 1989.
  - Yukio Tabuchi, photographe japonais, mort en 1989.
  - Noboru Ueki, photographe japonais, mort en 1992.

## Décès
- 31 janvier : François Willème, peintre, photographe et sculpteur français, inventeur de la photosculpture, né le 27 mai 1830.
- 28 février : Heinrich Eckert, 71 ans, photographe tchèque, né le 22 avril 1833.
- 4 mars : Eugène Appert, photographe français qui, avec son frère Ernest-Charles, a réalisé une série de photomontages lors de la Commune de Paris en 1871, né le 30 mars 1830.
- 25 avril : Jacob Olie, photographe néerlandais, né le 19 octobre 1834.
- 11 mai : Amédée Denisse, inventeur, photographe et pyrotechnicien français, inventeur de la photopyrotechnique pour réaliser des photographies aériennes, né le 1er décembre 1827.
- 20 juin : Lipót Strelisky, photographe hongrois, né en 1816.
- 5 juillet : Lala Deen Dayal, photographe indien, né en 1844.
- 22 août : Achille Mélandri, photographe et journaliste français, né le 7 novembre 1845.
- 10 septembre : 
  - Isidore van Kinsbergen, photographe néerlandais, le premier à prendre des clichés de Java, né le 3 septembre 1821.
  - Séraphin-Médéric Mieusement, photographe français, spécialisé dans les monuments historiques, né le 12 mars 1840.
- 17 septembre : Marcel Rol,  journaliste et reporter photographe français, fondateur de l'agence Rol, né le 26 novembre 1876.
- 14 octobre : John Thomas, photographe britannique, né le 14 avril 1838.
- 9 novembre : Lafon de Camarsac, photographe français, inventeur des portraits photographiques reproduits sous la forme de plaques émaillées, né le 26 avril 1821.
- 22 décembre : Louis-Prudent Vallée, photographe québécois, né le 6 novembre 1837.
- Date précise non renseignée ou inconnue :
  - John Carbutt, photographe britannique, 1832.
  - Tancrède Dumas, photographe italien actif au Proche-Orient et en Afrique du Nord, né en 1830.
  - Jonathan Adagogo Green, photographe nigérian, premier photographe professionnel du royaume du Bénin, né en 1873.
  - Alejandro Witcomb, photographe et marchand d'art britannique établi en Argentine, né en 1835 ou 1838.

## Célébrations
Centenaire de naissance
- Auguste Belloc
- Edward King-Tenison
- Jessie Mann (en)
- Abel Niépce de Saint-Victor
- Luigi Sacchi (en)
- Gustave Souquet
- Carl Ferdinand Stelzner

Centenaire de décès
- Thomas Wedgwood